# In the Flat Field
In the Flat Field je první studiové album britské gothic rockové skupiny Bauhaus. Jeho nahrávání probíhalo od června do července 1980 ve studiu Southern Studios v Londýně. Album si produkovala skupina sama a vyšlo v říjnu 1980 u vydavatelství 4AD.

## Seznam skladeb
| Pořadí         | Název             | Délka |
| -------------- | ----------------- | ----- |
| 1.             | Double Dare       | 4:54  |
| 2.             | In the Flat Field | 5:00  |
| 3.             | God in an Alcove  | 4:08  |
| 4.             | Dive              | 2:13  |
| 5.             | Spy in the Cab    | 4:31  |
| 6.             | Small Talk Stinks | 3:35  |
| 7.             | St. Vitus Dance   | 3:31  |
| 8.             | Stigmata Martyr   | 3:46  |
| 9.             | Nerves            | 7:06  |
| Celková délka: | Celková délka:    | 38:45 |

## Obsazení
- Peter Murphy – zpěv, kytara
- Daniel Ash – kytara, saxofon
- David J – baskytara
- Kevin Haskins – bicí